# Надежда Јаковљевић
Надежда Јаковљевић (Крагујевац, 1994) српска је позоришна глумица. Стална је чланица глумачког ансамбла Књажевско-српског театра у Крагујевцу.

## Биографија
Рођена 1994. године у Крагујевцу где је завршила гимназију и основну музичку школу, смер клавир. Студирала је шпански језик и хиспанске књижевости на Филолошко-уметничком факултету у Крагујевцу. Поред тога говори и енглески и немачки језик. Дипломирала је глуму на Академији уметности у Новом Саду 2019. године у класи професора Бориса Исаковића. Уписује мастер студије на истој Академији у класи професора Леона Лучева и Ермина Брава.

## Улоге
- СТРЕЉАНИ ГРАД (поема), Велики школски час (Књажевско-српски театар и РТС 2010),
- РИМА, Н. Кољада, „Бајка о мртвој царевој кћери“ (Академија уметности Нови Сад 2016),
- ЧЛАН ПЛЕМЕНА, „Коса“, мјузикл, режија Душанка Белада (Академија уметности 2017),
- САРА, Х. Пинтер, „Љубавник”, режија Борис Исаковић (Позориште Промена Нови Сад 2018),
- МИТИЛ, М. Метерлинк, „Плава птица“, режија Соња Петровић (Народно позориште Сомбор 2018),
- АРДЕЛИЈА ПОПОВИЋ УБОВИЋ, Д. Јовановић, “Живот провинцијских плејбоја”, режија Борис Исаковић (Позориште Промена Нови Сад 2018),
- КВАШЊА, М. Горки, „На дну“, режија Борис Исаковић (Позориште Промена Нови Сад 2019),
- МОЈЦА, „Речи“, сценарио и режија Страхиња Млађеновић, кратки филм (Скелетон Кру 2019),
- ЕМА ГОЛДМАН, “За шта бисте дали свој живот?” ауторски пројекат и режија Харис Пашовић (East West center Сарајево, Новосадско позориште, Босанско народно позориште Зеница, позориште Промена 2019),
- ЈЕЛИСАВЕТА КЊЕГИЊА ЦРНОГОРСКА/МИЛА, “Веран је био народу свом”, драмски приказ о Ђури Јакшићу, сценарио и режија Драган Јаковљевић, (Крагујевац 2020),
- ЈЕЛЕНКА ХЕРБЕЗ, “Завештање”, драмски приказ поводом Дана државности Републике Србије, режија Драган Јаковљевић, (Крагујевац 2021),
- МОЈРА, Е. Е. Шмит, “Да кренемо испочетка”, режија Андреа Ада Лазић (Опера и театар Мадленианум 2021).[2]